# Вісти з Лугу
«Ві́сти з Лу́гу» — щомісячний орган спорттовариства «Луг», який виходив у Львові між 1926—1939 роками. Головний редактор: Роман Дашкевич. Тираж: 1000 (1930).
Перше число видання вийшло 25 липня 1926 року.